# Microascales
Microascales (synoniem: Halosphaeriales) is een orde van Sordariomycetes uit de subklasse Sordariomycetidae van de ascomyceten.
De asci van schimmels uit deze orde vervallen snel en bestaan bijgevolg niet lang. Een aantal agressieve plantenparasieten behoren tot deze orde, zoals Ceratocystis ulmi (een iepenziekte) and C. fagacearum (een eikenziekte). Totaal zijn er ongeveer 100 soorten.

## Taxonomie
De taxonomische indeling van de Microascales is als volgt:
Orde: Microascales
- Familie: Halosphaeriaceae
- Familie: Ceratocystidaceae
- Familie: Chadefaudiellaceae
- Familie: Microascaceae